# William Ogilvy Kermack
William Ogilvy Kermack, né le 26 avril 1898 à Kirriemuir et mort le 20 juillet 1970, est un biochimiste écossais.
Il réalise des études mathématiques sur la propagation des épidémies et établit des liens entre les facteurs environnementaux et certaines maladies. Il est remarquable pour être aveugle pendant la majeure partie de sa carrière universitaire. Avec Anderson Gray McKendrick, il crée la théorie Kermack-McKendrick des maladies infectieuses.

## Biographie

### Débuts
Il est né le 26 avril 1898 à Kirriemuir, fils de William Kermack, facteur, et de sa femme, Helen Eassie Ogilvy . Sa mère est placée dans un asile peu après sa naissance et est décédée quand il a six ans et il est élevé par sa tante Margaret Osler Kermack.
William fait ses études au séminaire Webster à Kirriemuir sous la direction du directeur Thomas Pullar. Il remporte une bourse et commence à étudier les mathématiques et la philosophie naturelle à l'Université d'Aberdeen en 1914.

### Carrière
Sa carrière universitaire est perturbée par la Première Guerre mondiale au cours de laquelle il sert dans la Royal Air Force 1917-1918. Il est diplômé de l'université d'Aberdeen à la fin de 1918 puis rejoint le laboratoire Dyson Perrins de l'université d'Oxford où il travaille avec William Perkin Jr pendant deux ans, sur l'alcaloïde harmaline . À la même époque, de 1919 à 1921, il travaille également au département de recherche de la British Dyestuffs Corporation à Oxford. En 1921, il s'installe à Édimbourg pour travailler comme chimiste pour le Royal College of Physicians d'Edimbourg. Il poursuit des études de troisième cycle et obtient un doctorat en sciences en 1925.
En 1922, il collabore avec le lauréat du prix Nobel de chimie, Sir Robert Robinson - il n'est pas certain qu'ils se soient rencontrés en personne - sur le développement de la flèche bouclée, qui est une représentation graphique de la direction des électrons au cours d'une réaction chimique.
Il perd la vue par une explosion chimique dans son laboratoire le 2 juin 1924, à l'âge de 26 ans, et n'a jamais recouvré la vue.
En 1925, il est élu membre de la Royal Society of Edinburgh. Il remporte le prix Makdougall-Brisbane de la Society (Royal Society of Edinburgh) pour la période de 1926 à 1928. En 1944, il est également élu membre de la Royal Society de Londres.
L'Université de St Andrews lui décerne un doctorat honorifique en 1937.
De 1949 à 1968, il est professeur de chimie biologique à l'Université d'Aberdeen.
Il est mort le 20 juillet 1970 alors qu'il travaillait toujours à son bureau à l'intérieur du Marischal College d'Aberdeen.

### Famille
En 1926, il épouse Elizabeth Raimunda Blazquez, fille de Raimundo Blazquez d'Aguilas en Espagne. Ils ont un fils, Derek Ogilvy Kermack .

## Publications
- Vues modernes de la structure atomique (1935)
- Les trucs dont nous sommes faits (1948)